# Promissum
Promissum pulchrum
Genre
Genre
Promissum est un genre éteint de conodontes de la famille des Balognathidae. Ce genre n'est représenté que par son espèce type, Promissum pulchrum.

## Description
Promissum pulchrum pouvait mesurer jusqu'à 40 cm pour les plus grands individus. Leurs grands yeux avaient une position latérale de ce qui rend peu probable un rôle prédateur. La musculature conservée laisse entendre que Promissum était efficace, mais incapable d'atteindre des pointes de vitesse. 
Cette espèce a été découverte dans les shales de Soom en Afrique du Sud. Cette structure fait partie de la formation de Cederberg datant de l'Ordovicien tardif (Hirnantien) faisant elle-même partie du groupe de Table Mountain, et de la Ceinture plissée du Cap.

## Classification
Le nom valide complet (avec auteur) de ce taxon est Promissum Kovács-Endrödy (d), 1986.